# Michał Żółtowski

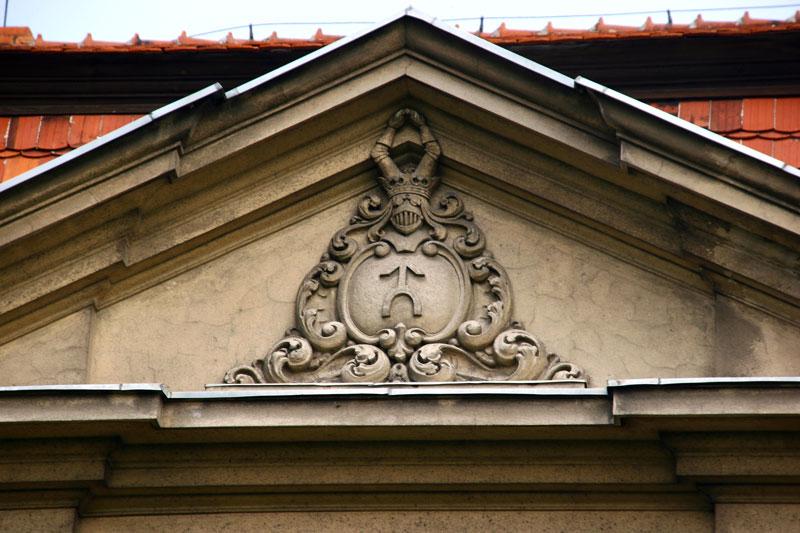
Herb Żółtowskich – Ogończyk, pałac w Czaczu

Michał Żółtowski ps. "Butrym" (ur. 21 maja 1915 w  Lozannie, zm. 22 grudnia 2009 w Laskach) – polski ziemianin, pisarz historyczny, prawnik, działacz społeczny zasłużony w dziele pomocy niewidomym i ubogim.

## Dzieciństwo i młodość
Michał Żółtowski pochodził ze znanej wielkopolskiej rodziny ziemiańskiej, właścicieli majątków Czacz, Białcz, Drzewce, Mierzewo, Czarkowo o powierzchni łącznej 4606 ha. Ojciec, Jan hr. Żółtowski, działał w Komitecie Narodowym Polskim, brał udział w obradach Konferencji pokojowej w Paryżu (1919), był prezesem Urzędu Likwidacyjnego w Poznaniu w latach 1919–1923, honorowym prezesem Wielkopolskiego Związku Ziemian w latach 1926–1936, oficerem Orderu Polonia Restituta.
Początkowe nauki Michał Żółtowski pobierał w domu. Gimnazjum ukończył w Poznaniu, następnie rozpoczął studia na Uniwersytecie Jana Kazimierza we Lwowie na Wydziale Prawa. Egzaminy końcowe zdał wiosną 1937 roku i w tym samym czasie przystąpił do nauki w Szkole Podchorążych Rezerwy Kawalerii w Grudziądzu. Ukończył ją wiosną 1938 roku. Po ukończeniu podchorążówki otrzymał przydział do 15 pułku ułanów poznańskich. Praktykę w pułku kończył 17 września 1938 roku, zaś w okresie od 1 maja do 15 czerwca 1939 roku odbył ćwiczenia dla rezerwistów.

## Okres II wojny światowej
Po mobilizacji 15 pułku ułanów w sierpniu 1939 roku Michał Żółtowski został skierowany do Ośrodka Zapasowego Wielkopolskiej Brygady Kawalerii w Kraśniku. Następnie został internowany 30 września 1939 roku przez Armię Czerwoną i wywieziony do Wołoczysk za rzekę Zbrucz. Wypuszczony wraz z grupą żołnierzy szeregowych pochodzących z ziem wschodnich przebywał we Lwowie, skąd przedostał się do Lasów Lubartowskich. W tym czasie ciężko zachorował na odrę, a następnie dołączyły się problemy ze wzrokiem. Lata 1940–1941 przetrwał w majątku rodzinnym matki w lubartowskiem, gdzie opiekowała się nim jego siostra Teresa.
W 1942 roku Michał Żółtowski objął administrację majątku Minoga koło Ojcowa. Wtedy włączył się w działalność organizacji „Uprawa" - "Tarcza”. Pomagał w ukryciu żony i dzieci jej współorganizatora, Leona Krzeczunowicza. W 1943 roku złożył przysięgę żołnierza Armii Krajowej, przyjął pseudonim "Butrym". W tym okresie pełnił funkcję instruktora dla kandydatów na podchorążych AK.

## Czasy powojenne
By zrealizować dawne młodzieńcze marzenie i powołanie, w dniu 2 lipca 1945 roku, przy wstawiennictwie skoligaconego z nim metropolity krakowskiego kard. Adama Sapiehy, Michał Żółtowski został przyjęty do Wyższego Seminarium Duchownego w Krakowie. W tym czasie nawiązał przyjaźń z młodym klerykiem, późniejszym kardynałem, Franciszkiem Macharskim. Jednak po dwóch latach, ze względu na szybko postępującą gruźlicę, lekarze zdecydowali, że musi opuścić Seminarium dla podratowania zdrowia.
Przez pewien czas pracował w majątku rolnym w Kosyniu na Ziemi Warmińskiej, ale przejęcie gospodarstwa przez PGR zmusiło go do opuszczenia Kosynia. Dzięki pomocy przyjaciół podjął pracę w zakładzie wychowawczym księży salezjanów we Fromborku.

## Zakład w Laskach
Do Zakładu dla Niewidomych w Laskach przybył 31 stycznia 1950 roku. Po kilku miesiącach znów zapadł na gruźlicę i dopiero w 1953 roku podjął regularną pracę. W Laskach zetknął się z Henrykiem Ruszczycem, twórcą polskiej szkoły rehabilitacji zawodowej niewidomych. Przez krótki okres przebywał w Pieścidłach, gdzie prowadził gospodarstwo rolne Zakładu. Z powodu silnego nawrotu gruźlicy w 1958 roku na 15 miesięcy wyjechał do Szwajcarii dla poratowania zdrowia. Po powrocie do Lasek zajął się pracą wychowawczą, szkoleniem zawodowym niewidomych i życiem społecznym. Prowadził zajęcia z robót ręcznych, nadzorował warsztaty metalowy, drzewny, dziewiarski, szczotkarski i montażowy. Z jego inicjatywy w Zakładzie powstała Ochotnicza Straż Pożarna. Przez wiele lat był prezesem tej organizacji.
W latach 1969–1987 Michał Żółtowski pełnił funkcję sekretarza Zarządu Towarzystwa Opieki nad Ociemniałymi. Działał w komisji szkolnej i rolnej. Był zastępcą dyrektora w szkole podstawowej. Od lat osiemdziesiątych podjął pracę w komisji historycznej Towarzystwa. Owocem jej były liczne publikacje: Tarcza Rolanda (1988), pamiętniki jego ojca Jana Żółtowskiego – Dwa pokolenia. Wspomnienia wielkopolskiego ziemianina (1999), Henryk Ruszczyc i jego praca dla niewidomych (1994), Blask prawdziwego światła. Matka Elżbieta Róża Czacka i jej dzieło (1999), To wszystko działo się naprawdę (2002), Leon Krzeczunowicz UPRAWA-TARCZA (2004), autobiograficzne: Wspomnienia z młodych lat (2004) i Moje powojenne drogi (2008) oraz liczne artykuły.
Michał Żółtowski przepisał odzyskane prawa własności do majątku ziemskiego Drzewce k. Poniecka na rzecz Schroniska dla Niepełnosprawnych w Radwanowicach, prowadzonego przez Fundację im. Brata Alberta. W 1984 roku Michał Żółtowski za zasługi w tworzeniu Ochotniczej Straży Pożarnej został odznaczony Złotym Krzyżem Zasługi. W 2000 roku otrzymał Medal Świętego Brata Alberta, zaś w 2007 roku, na wniosek kierownika Urzędu do spraw Kombatantów i Osób Represjonowanych, Prezydent Rzeczypospolitej Polskiej odznaczył Michała Żółtowskiego Krzyżem Komandorskim Orderu Odrodzenia Polski.
Zmarłego w grudniu 2009 roku Żółtowskiego pochowano na zakładowym cmentarzu Towarzystwa Opieki nad Ociemniałymi.

## Życie prywatne
Dziad Michała Żółtowskiego, hr. Alfred, a także pradziad – hr. Marceli, byli znanymi wielkopolskimi patriotami i działaczami politycznymi oraz społecznymi. 
Stryj Paweł Żółtowski ps. „Ogończyk” był jednym z szefów organizacji konspiracyjnej "Uprawa".  
Michał miał dziesięcioro rodzeństwa. Dwaj jego młodsi bracia polegli w czasie II wojny światowej: 
- Alfred Żółtowski, ochotnik w 17 pułku ułanów wielkopolskich, z ran odniesionych w obronie Warszawy zmarł 13 listopada 1939 r[7].
- Juliusz Żółtowski ps. Kobuz, ułan i podchorąży dywizjonu „Jeleń” AK walczył w Powstaniu Warszawskim, zginął w bitwie pod Jaktorowem 29 września 1944 r[8].

Inny jego brat, Jerzy (1911-2002) w czasie okupacji niemieckiej ukrywał kilku polskich wojskowych, uratował 30 Żydów, wspierał oddziały partyzanckie, organizował kształcenie dzieci.